# 聖母無原罪主教座堂 (馬瑙斯)
聖母無原罪都主教座堂（葡萄牙语：Catedral Metropolitana Nossa Senhora da Conceição；英语：Metropolitan Cathedral of Our Lady of the Conception）又名马瑙斯主教座堂（葡萄牙语：Catedral Metropolitana de Manaus） , ，是天主教马瑙斯总教区的主教座堂，位于巴西北部亞馬遜州马瑙斯。该堂由圣母圣衣会传教士创建于1695年。目前的教堂为希腊风格，大部分材料进口自欧洲，尤其是葡萄牙，包括6口大钟，小堂、洗礼堂和三个祭台均用里斯本的石灰石建造。1946年，该堂升格为主教座堂。